# La Rabatelière
La Rabatelière ist eine französische Gemeinde mit 1.018 Einwohnern (Stand: 1. Januar 2022) im Département Vendée in der Region Pays de la Loire. Sie gehört zum Arrondissement La Roche-sur-Yon und zum Kanton Montaigu-Vendée (bis 2015: Kanton Saint-Fulgent).

## Geographie
La Rabatelière liegt etwa 45 Kilometer südsüdöstlich von Nantes und etwa 24 Kilometer nordöstlich von La Roche-sur-Yon am Fluss Petite Maine. Umgeben wird La Rabatelière von den Nachbargemeinden Chavagnes-en-Paillers im Norden und Westen, Saint-André-Goule-d’Oie im Osten sowie Chauché im Süden.
Durch die Gemeinde führen die Autoroute A83.

## Bevölkerungsentwicklung
| Jahr      | 1962 | 1968 | 1975 | 1982 | 1990 | 1999 | 2006 | 2012 | 2020 |
| Einwohner | 536  | 603  | 652  | 695  | 708  | 689  | 790  | 920  | 1007 |

## Sehenswürdigkeiten
- Kirche Saint-Charles
- Pfarrhaus

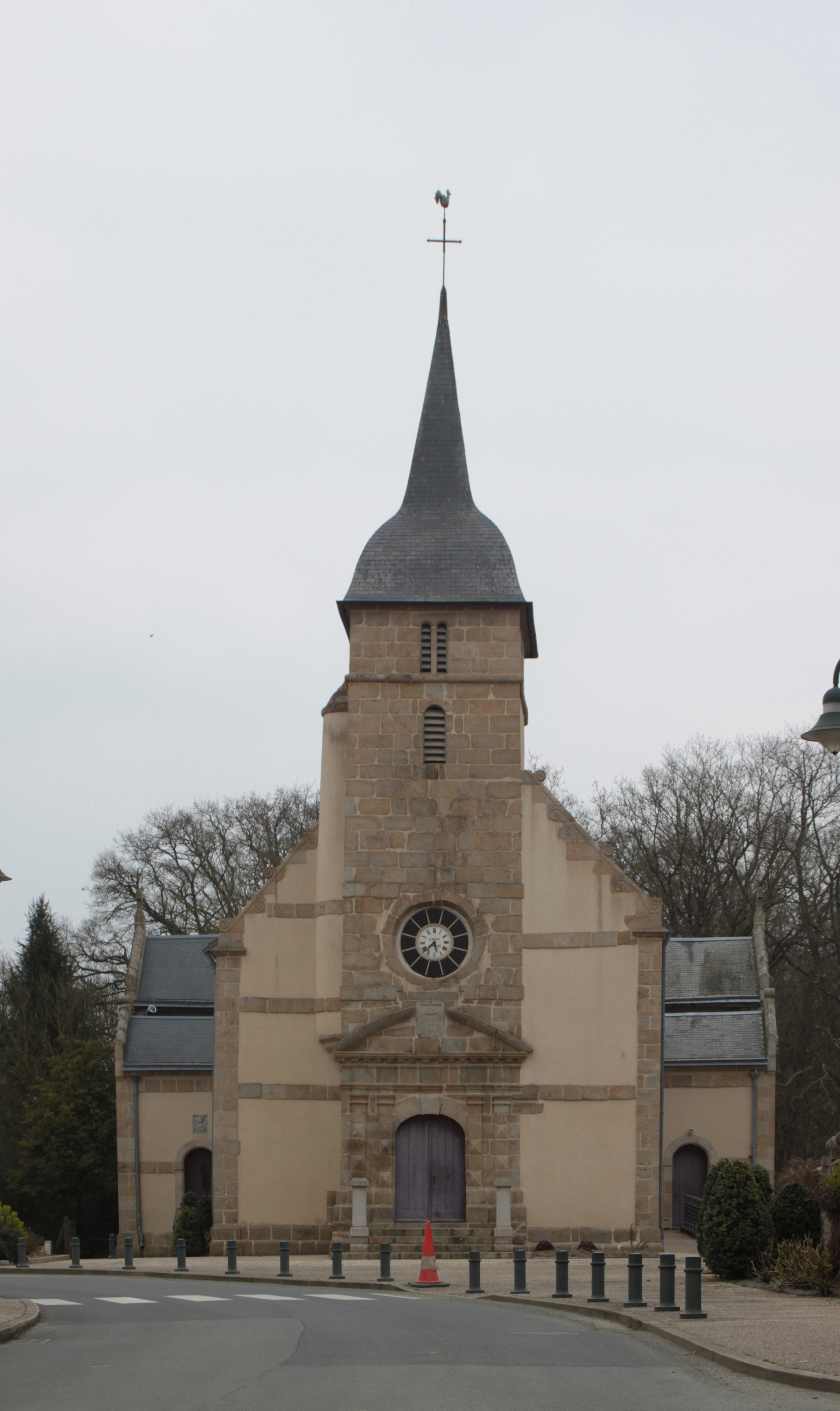
Kirche Saint-Charles

- Heiligtum von Salette, 1887 errichtet, seit 1998 Monument historique
- Schloss La Rabatelière, seit 2001 Monument historique